# Pseudocast
Pseudocast je slovenský podcast, který se zabývá skepticismem, vědeckou metodou a přináší svým posluchačům, divákům a čtenářům nejnovější poznatky ze světa vědy a techniky, historie, archeologie či genetiky. Autoři skepticky probírají nejrozšířenější mýty kolující mezi lidmi, jako „zaručené přípravky“ proti nejrůznějším chorobám, či konspirační teorie. Jednotlivé epizody aktuálně mívají okolo 40 minut délky (z původní cca hodiny). Součástí Pseudocastu je i blog, který má oproti podcastu méně formální charakter.

## Historie
První epizoda s názvem „Skepticizmus a homeopatia“ byla vysílána 2. října 2011. Moderoval ji Feri, jOin3r a Osiris.

Blog Pseudocastu byl plánován jako paralelní médium od počátku vysílání podcastu, ale k jeho skutečnému spuštění došlo až 21. listopadu 2012. Jeho hlavním přispěvatelem je Osiris a blog svými články pokrývá zejména novinky ze světa vědy a skepticismu.

22. září 2017 tvůrci podcastu založili občanské sdružení Pseudocast.

## Tvůrci
- jOin3r (Vladimir Schmotzer) je jeden ze spoluzakladatelů Pseudocastu. Podílí se na správě stránek a technickém zabezpečení. V profesním životě se zabývá cloud a bigdata produkty, správou *nixových systémů a datacenter. Zajímá se o filozofii vědy a morálky, deskriptivní statistiku a populární vědu.

- Osiris se spolupodílí na tvorbě Pseudocastu a přispívá do Pseudocast blogu. Pracuje v Brně jako databázový administrátor pro nadnárodní korporaci. Ve volném čase sleduje online přednášky z různých prestižních univerzit, lepí si modely letadel nebo sportuje (posilování a kickbox).

- Martir pracuje jako administrátor / analytik. Zajímá se o astronomii, robotiku, vědu celkově a finančnictví. Absolvovent online kurzů umělé inteligence a machine learningu na Stanfordu. Poprvé se v Pseudocastu objevil v 13. epizodě a od 27. epizody účinkuje trvale.

Do Pseudocastu také v minulosti přispívali:
Hoki - věnuje se překladatelské činnosti z angličtiny, převážně odborných textů. Zajímá se o vědu, dějiny, evoluci, astrofyziku. K Pseudocastu se přidal v 155. epizodě.
Eehh ... - poprvé se objevila v 26. epizodě a svou účast ukončila po 42. epizodě.
Feri - na Pseudocastu se podílel od jeho počátku, ale 22. epizoda byla jeho poslední.

## Seznam epizod
| Číslo | Název                                                                                                 | Datum vydání | Link |
| ----- | --- | ------------ | --- |
| 1     | Skepticizmus a homeopatia                                                                             | 2.10.2011    | https://www.pseudocast.sk/pseudocast-1/ |
| 2     | Temná hmota                                                                                           | 9.10.2011    | https://www.pseudocast.sk/pseudocast-2/ |
| 3     | Akupunktúra a pseudoveda                                                                              | 16.10.2011   | https://www.pseudocast.sk/pseudocast-3/ |
| 4     | Placebo                                                                                               | 23.10.2011   | https://www.pseudocast.sk/pseudocast-4/ |
| 5     | Steve Jobs zomrel, maysky kalendár                                                                    | 30.10.2011   | https://www.pseudocast.sk/pseudocast-5/ |
| 6     | Plutónium, chlad a prechladnutie                                                                      | 6.11.2011    | https://www.pseudocast.sk/pseudocast-6/ |
| 7     | Marihuana, CO2 v atmosfére                                                                            | 13.11.2011   | https://www.pseudocast.sk/pseudocast-7/ |
| 8     | Prechladnutie                                                                                         | 20.11.2011   | https://www.pseudocast.sk/pseudocast-8/ |
| 9     | Duchovia medzi nami                                                                                   | 27.11.2011   | https://www.pseudocast.sk/pseudocast-9/ |
| 10    | Očkovanie a jeho riziká                                                                               | 4.12.2011    | https://www.pseudocast.sk/pseudocast-10/                                                                                                   |
| 11    | Čo je to blesk?                                                                                       | 11.12.2011   | https://www.pseudocast.sk/pseudocast-11/                                                                                                   |
| 12    | Astrológia, Higgsov bozón                                                                             | 18.12.2011   | https://www.pseudocast.sk/pseudocast-12/                                                                                                   |
| 13    | Radiácia a jej riziká                                                                                 | 25.12.2011   | https://www.pseudocast.sk/pseudocast-13/                                                                                                   |
| 14    | Ako sa tvorí oblačnosť                                                                                | 1.01.2012    | https://www.pseudocast.sk/pseudocast-14/                                                                                                   |
| 15    | Higgsov bozón                                                                                         | 8.01.2012    | https://www.pseudocast.sk/pseudocast-15/                                                                                                   |
| 16    | Opica po požívaní alkoholu                                                                            | 15.01.2012   | https://www.pseudocast.sk/pseudocast-16/                                                                                                   |
| 17    | Kryoterapia                                                                                           | 22.01.2012   | https://www.pseudocast.sk/pseudocast-17/                                                                                                   |
| 18    | Alternatívna medicína a jej argumenty                                                                 | 29.01.2012   | https://www.pseudocast.sk/pseudocast-18/                                                                                                   |
| 19    | Elektromagnetizmus                                                                                    | 5.02.2012    | https://www.pseudocast.sk/pseudocast-19/                                                                                                   |
| 20    | Občianske združenie Rasion                                                                            | 12.02.2012   | https://www.pseudocast.sk/pseudocast-20/                                                                                                   |
| 21    | Pravdepodobnosť a paradoxy                                                                            | 19.02.2012   | https://www.pseudocast.sk/pseudocast-21/                                                                                                   |
| 22    | Feng Shui                                                                                             | 26.02.2012   | https://www.pseudocast.sk/pseudocast-22/                                                                                                   |
| 23    | Ako nás klame mozog                                                                                   | 4.03.2012    | https://www.pseudocast.sk/pseudocast-23/                                                                                                   |
| 24    | Choroba z ožiarenia                                                                                   | 11.03.2012   | https://www.pseudocast.sk/pseudocast-24/                                                                                                   |
| 25    | Teória hier                                                                                           | 18.03.2012   | https://www.pseudocast.sk/pseudocast-25/                                                                                                   |
| 26    | Geopatogénne zóny                                                                                     | 25.03.2012   | https://www.pseudocast.sk/pseudocast-26/                                                                                                   |
| 27    | Evolučná teória a súčasná psychológia                                                                 | 1.04.2012    | https://www.pseudocast.sk/pseudocast-27/                                                                                                   |
| 28    | Teória hier v biológii                                                                                | 8.04.2012    | https://www.pseudocast.sk/pseudocast-28/                                                                                                   |
| 29    | Konšpirácie v sovietskej kozmonautike                                                                 | 15.04.2012   | https://www.pseudocast.sk/pseudocast-29/                                                                                                   |
| 30    | Kašeľ                                                                                                 | 22.04.2012   | https://www.pseudocast.sk/pseudocast-30/                                                                                                   |
| 31    | Autizmus a genialita                                                                                  | 29.04.2012   | https://www.pseudocast.sk/pseudocast-31/                                                                                                   |
| 32    | Big Bang                                                                                              | 6.05.2012    | https://www.pseudocast.sk/pseudocast-32/                                                                                                   |
| 33    | Význam mien                                                                                           | 13.05.2012   | https://www.pseudocast.sk/pseudocast-33/                                                                                                   |
| 34    | Éčka v potravinách                                                                                    | 20.05.2012   | https://www.pseudocast.sk/pseudocast-34/                                                                                                   |
| 35    | Je človek bylinožravec, alebo všežravec                                                               | 27.05.2012   | https://www.pseudocast.sk/pseudocast-35/                                                                                                   |
| 36    | Život po smrti                                                                                        | 3.06.2012    | https://www.pseudocast.sk/pseudocast-36/                                                                                                   |
| 37    | Kreacionizmus                                                                                         | 10.06.2012   | https://www.pseudocast.sk/pseudocast-37/                                                                                                   |
| 38    | Kofeín                                                                                                | 17.06.2012   | https://www.pseudocast.sk/pseudocast-38/                                                                                                   |
| 39    | Slonia gravidita                                                                                      | 24.06.2012   | https://www.pseudocast.sk/pseudocast-39/                                                                                                   |
| 40    | Domestikácia                                                                                          | 1.07.2012    | https://www.pseudocast.sk/pseudocast-40/                                                                                                   |
| 41    | UFO                                                                                                   | 8.07.2012    | https://www.pseudocast.sk/pseudocast-41/                                                                                                   |
| 42    | Tanečná mánia                                                                                         | 15.07.2012   | https://www.pseudocast.sk/pseudocast-42/                                                                                                   |
| 43    | Epidémia obezity                                                                                      | 22.07.2012   | https://www.pseudocast.sk/pseudocast-43/                                                                                                   |
| 44    | PowerBalance                                                                                          | 29.07.2012   | https://www.pseudocast.sk/pseudocast-44/                                                                                                   |
| 45    | Altruizmus                                                                                            | 5.08.2012    | https://www.pseudocast.sk/pseudocast-45/                                                                                                   |
| 46    | Ľudia na Marse                                                                                        | 12.08.2012   | https://www.pseudocast.sk/pseudocast-46/                                                                                                   |
| 47    | Rasizmus                                                                                              | 19.08.2012   | https://www.pseudocast.sk/pseudocast-47/                                                                                                   |
| 48    | Geneticky modifikované organizmy                                                                      | 26.08.2012   | https://www.pseudocast.sk/pseudocast-48/                                                                                                   |
| 49    | Alzheimerova choroba                                                                                  | 2.09.2012    | https://www.pseudocast.sk/pseudocast-49/                                                                                                   |
| 50    | Špeciálna teória relativity                                                                           | 9.09.2012    | https://www.pseudocast.sk/pseudocast-50/                                                                                                   |
| 51    | Singularita                                                                                           | 16.09.2012   | https://www.pseudocast.sk/pseudocast-51/                                                                                                   |
| 52    | Antioxidanty                                                                                          | 23.09.2012   | https://www.pseudocast.sk/pseudocast-52/                                                                                                   |
| 53    | Kvantová mechanika                                                                                    | 30.09.2012   | https://www.pseudocast.sk/pseudocast-53/                                                                                                   |
| 54    | Temná hmota                                                                                           | 7.10.2012    | https://www.pseudocast.sk/pseudocast-54/                                                                                                   |
| 55    | Alkohol časť prvá                                                                                     | 14.10.2012   | https://www.pseudocast.sk/pseudocast-55/                                                                                                   |
| 56    | Alkohol časť druhá                                                                                    | 21.10.2012   | https://www.pseudocast.sk/pseudocast-56/                                                                                                   |
| 57    | Mars 1                                                                                                | 28.10.2012   | https://www.pseudocast.sk/pseudocast-57/                                                                                                   |
| 58    | Vitamíny                                                                                              | 4.11.2012    | https://www.pseudocast.sk/pseudocast-58/                                                                                                   |
| 59    | Slnko                                                                                                 | 11.11.2012   | https://www.pseudocast.sk/pseudocast-59/                                                                                                   |
| 60    | Scientológia                                                                                          | 18.11.2012   | https://www.pseudocast.sk/pseudocast-60/                                                                                                   |
| 61    | Supernova                                                                                             | 25.11.2012   | https://www.pseudocast.sk/pseudocast-61/                                                                                                   |
| 62    | Neutrónová hviezda                                                                                    | 2.12.2012    | https://www.pseudocast.sk/pseudocast-62/                                                                                                   |
| 63    | Chemtrails                                                                                            | 9.12.2012    | https://www.pseudocast.sk/pseudocast-63/                                                                                                   |
| 64    | Čierna diera                                                                                          | 16.12.2012   | https://www.pseudocast.sk/pseudocast-64/                                                                                                   |
| 65    | Koniec sveta                                                                                          | 23.12.2012   | https://www.pseudocast.sk/pseudocast-65/                                                                                                   |
| 66    | Zhodnotenie uplynulého roka                                                                           | 30.12.2012   | https://www.pseudocast.sk/pseudocast-66/                                                                                                   |
| 67    | Hypnóza                                                                                               | 6.01.2013    | https://www.pseudocast.sk/pseudocast-67/                                                                                                   |
| 68    | Klamstvo                                                                                              | 13.01.2013   | https://www.pseudocast.sk/pseudocast-68/                                                                                                   |
| 69    | Vesmírny pohon                                                                                        | 20.01.2013   | https://www.pseudocast.sk/pseudocast-69/                                                                                                   |
| 70    | HIV                                                                                                   | 27.01.2013   | https://www.pseudocast.sk/pseudocast-70/                                                                                                   |
| 71    | 11.IX                                                                                                 | 3.02.2013    | https://www.pseudocast.sk/pseudocast-71/                                                                                                   |
| 72    | Rýchle a pomalé myslenie                                                                              | 10.02.2013   | https://www.pseudocast.sk/pseudocast-72/                                                                                                   |
| 73    | Fyziognómia                                                                                           | 17.02.2013   | https://www.pseudocast.sk/pseudocast-73/                                                                                                   |
| 74    | Farmakolobby                                                                                          | 24.02.2013   | https://www.pseudocast.sk/pseudocast-74/                                                                                                   |
| 75    | Perpetuum mobile                                                                                      | 3.03.2013    | https://www.pseudocast.sk/pseudocast-75/                                                                                                   |
| 76    | Andrew Wakefield                                                                                      | 10.03.2013   | https://www.pseudocast.sk/pseudocast-76/                                                                                                   |
| 77    | Podvody vo vede                                                                                       | 17.03.2013   | https://www.pseudocast.sk/pseudocast-77/                                                                                                   |
| 78    | Starovekí mimozemšťania                                                                               | 24.03.2013   | https://www.pseudocast.sk/pseudocast-78/                                                                                                   |
| 79    | Čas                                                                                                   | 31.03.2013   | https://www.pseudocast.sk/pseudocast-79/                                                                                                   |
| 80    | Nájdite fikciu!                                                                                       | 7.04.2013    | https://www.pseudocast.sk/pseudocast-80/                                                                                                   |
| 81    | Misia Voyager                                                                                         | 14.04.2013   | https://www.pseudocast.sk/pseudocast-81/                                                                                                   |
| 82    | Stevia                                                                                                | 21.04.2013   | https://www.pseudocast.sk/pseudocast-82/                                                                                                   |
| 83    | Slobodná vôľa                                                                                         | 28.04.2013   | https://www.pseudocast.sk/pseudocast-83/                                                                                                   |
| 84    | Nikola Tesla                                                                                          | 5.05.2013    | https://www.pseudocast.sk/pseudocast-84/                                                                                                   |
| 85    | Osobná skúsenosť                                                                                      | 12.05.2013   | https://www.pseudocast.sk/pseudocast-85/                                                                                                   |
| 86    | Globálne otepľovanie časť I.                                                                          | 19.05.2013   | https://www.pseudocast.sk/pseudocast-86/                                                                                                   |
| 87    | Globálne otepľovanie časť II.                                                                         | 26.05.2013   | https://www.pseudocast.sk/pseudocast-87/                                                                                                   |
| 88    | Multitasking                                                                                          | 2.06.2013    | https://www.pseudocast.sk/pseudocast-88/                                                                                                   |
| 89    | New World Order                                                                                       | 9.06.2013    | https://www.pseudocast.sk/pseudocast-89/                                                                                                   |
| 90    | Cestovanie časom                                                                                      | 16.06.2013   | https://www.pseudocast.sk/pseudocast-90/                                                                                                   |
| 91    | Heroín                                                                                                | 23.06.2013   | https://www.pseudocast.sk/pseudocast-91/                                                                                                   |
| 92    | Obrana konšpiračných teórií                                                                           | 30.06.2013   | https://www.pseudocast.sk/pseudocast-92/                                                                                                   |
| 93    | Narábanie s financiami                                                                                | 7.07.2013    | https://www.pseudocast.sk/pseudocast-93/                                                                                                   |
| 94    | MMS (Miracle Mineral Supplement)                                                                      | 14.07.2013   | https://www.pseudocast.sk/pseudocast-94/                                                                                                   |
| 95    | Projekt globálneho vedomia                                                                            | 21.07.2013   | https://www.pseudocast.sk/pseudocast-95/                                                                                                   |
| 96    | Demarkačný problém                                                                                    | 28.07.2013   | https://www.pseudocast.sk/pseudocast-96/                                                                                                   |
| 97    | Závislosť                                                                                             | 4.08.2013    | https://www.pseudocast.sk/pseudocast-97/                                                                                                   |
| 98    | Morfogenetické polia                                                                                  | 11.08.2013   | https://www.pseudocast.sk/pseudocast-98/                                                                                                   |
| 99    | Acidobazická rovnováha                                                                                | 18.08.2013   | https://www.pseudocast.sk/pseudocast-99/                                                                                                   |
| 100   | Pseudocast                                                                                            | 25.08.2013   | https://www.pseudocast.sk/pseudocast-100/                                                                                                  |
| 101   | Joga                                                                                                  | 1.09.2013    | https://www.pseudocast.sk/pseudocast-101/                                                                                                  |
| 102   | Korelácia a kauzalita                                                                                 | 8.09.2013    | https://www.pseudocast.sk/pseudocast-102/                                                                                                  |
| 103   | Evolution revolution                                                                                  | 15.09.2013   | https://www.pseudocast.sk/pseudocast-103/                                                                                                  |
| 104   | Veštenie                                                                                              | 22.09.2013   | https://www.pseudocast.sk/pseudocast-104/                                                                                                  |
| 105   | Strunová teória                                                                                       | 29.09.2013   | https://www.pseudocast.sk/pseudocast-105/                                                                                                  |
| 106   | Zbrane su (ne)dobré                                                                                   | 6.10.2013    | https://www.pseudocast.sk/pseudocast-106/                                                                                                  |
| 107   | Koloidné vitamíny                                                                                     | 13.10.2013   | https://www.pseudocast.sk/pseudocast-107/                                                                                                  |
| 108   | Sexuálne feromóny                                                                                     | 20.10.2013   | https://www.pseudocast.sk/pseudocast-108/                                                                                                  |
| 109   | Hypertermia : liečba alebo podvod?                                                                    | 27.10.2013   | https://www.pseudocast.sk/pseudocast-109/                                                                                                  |
| 110   | Juvenilná justícia                                                                                    | 3.11.2013    | https://www.pseudocast.sk/pseudocast-110/                                                                                                  |
| 111   | Pach                                                                                                  | 10.11.2013   | https://www.pseudocast.sk/pseudocast-111/                                                                                                  |
| 112   | Logické klamy                                                                                         | 17.11.2013   | https://www.pseudocast.sk/pseudocast-112/                                                                                                  |
| 113   | Metamfetamín                                                                                          | 24.11.2013   | https://www.pseudocast.sk/pseudocast-113/                                                                                                  |
| 114   | Je McDonald’s nezdravý?                                                                               | 1.12.2013    | https://www.pseudocast.sk/pseudocast-114/                                                                                                  |
| 115   | Vianočné symboly                                                                                      | 8.12.2013    | https://www.pseudocast.sk/pseudocast-115/                                                                                                  |
| 116   | Elektronická cigareta                                                                                 | 15.12.2013   | https://www.pseudocast.sk/pseudocast-116/                                                                                                  |
| 117   | Kryptozoológia                                                                                        | 22.12.2013   | https://www.pseudocast.sk/pseudocast-117/                                                                                                  |
| 118   | HAARP                                                                                                 | 29.12.2013   | https://www.pseudocast.sk/pseudocast-118/                                                                                                  |
| 119   | Fototerapia                                                                                           | 5.01.2014    | https://www.pseudocast.sk/pseudocast-119/                                                                                                  |
| 120   | | 12.01.2014   | https://www.pseudocast.sk/pseudocast-120/                                                                                                  |
| 121   | | 19.01.2014   | https://www.pseudocast.sk/pseudocast-121/                                                                                                  |
| 122   | Lucidné snívanie, dôveryhodné zdroje, hliník vo vakcínach                                             | 26.01.2014   | https://www.pseudocast.sk/pseudocast-122/                                                                                                  |
| 123   | Guľový blesk, paradajky, amputácia                                                                    | 2.02.2014    | https://www.pseudocast.sk/pseudocast-123/                                                                                                  |
| 124   | Astrálne cestovanie, inkvizícia, pivo                                                                 | 9.02.2014    | https://www.pseudocast.sk/pseudocast-124/                                                                                                  |
| 125   | Marihuana, umelý sneh                                                                                 | 16.02.2014   | https://www.pseudocast.sk/pseudocast-125/                                                                                                  |
| 126   | Veda, homosexualita, vakcína proti chrípke                                                            | 23.02.2014   | https://www.pseudocast.sk/pseudocast-126/                                                                                                  |
| 127   | Homosexualita u zvierat, spaľovače tukov, Wikipédia                                                   | 2.03.2014    | https://www.pseudocast.sk/pseudocast-127/                                                                                                  |
| 128   | Surface web, anonymita, bitcoin                                                                       | 9.03.2014    | https://www.pseudocast.sk/pseudocast-128/                                                                                                  |
| 129   | Ilumináti, horoskop, podprahové vnímanie                                                              | 16.03.2014   | https://www.pseudocast.sk/pseudocast-129/                                                                                                  |
| 130   | Vakcína proti chrípke, GMO, Preperstvo                                                                | 23.03.2014   | https://www.pseudocast.sk/pseudocast-130/                                                                                                  |
| 131   | Kedy začína autizmus, 10 mýtov o rakovine                                                             | 30.03.2014   | https://www.pseudocast.sk/pseudocast-131/                                                                                                  |
| 132   | Delfínčina, slony, nootropiká                                                                         | 6.04.2014    | https://www.pseudocast.sk/pseudocast-132/                                                                                                  |
| 133   | 192khz hudba, Tamiflu, ruleta                                                                         | 13.04.2014   | https://www.pseudocast.sk/pseudocast-133/                                                                                                  |
| 134   | Olejová terapia, Double Diamond, Ryža ovplyvnená myšlienkami                                          | 20.04.2014   | https://www.pseudocast.sk/pseudocast-134/                                                                                                  |
| 135   | Viera a sex, liek na rakovinu, delená strava                                                          | 27.04.2014   | https://www.pseudocast.sk/pseudocast-135/                                                                                                  |
| 136   | Bezdomovectvo, obezita, domáce pôrody                                                                 | 4.05.2014    | https://www.pseudocast.sk/pseudocast-136/                                                                                                  |
| 137   | Plačúce sochy, Multilevel marketing                                                                   | 11.05.2014   | https://www.pseudocast.sk/pseudocast-137/                                                                                                  |
| 138   | Umelý život, kŕče, biopotraviny                                                                       | 18.05.2014   | https://www.pseudocast.sk/pseudocast-138/                                                                                                  |
| 139   | Energia z vákua, falošná vakcinácia v Pakistane, impaktná zima                                        | 25.05.2014   | https://www.pseudocast.sk/pseudocast-139/                                                                                                  |
| 140   | Solárne cesty                                                                                         | 1.06.2014    | https://www.pseudocast.sk/pseudocast-140/                                                                                                  |
| 141   | Fair trade, rozhovor s mŕtvolou, filter na vodu eSpring                                               | 8.06.2014    | https://www.pseudocast.sk/pseudocast-141/                                                                                                  |
| 142   | Meditujúci guru, ochrana sluchu, Turingov test                                                        | 15.06.2014   | https://www.pseudocast.sk/pseudocast-142/                                                                                                  |
| 143   | Alternatívna medicína, virgule, IBM Watson                                                            | 22.06.2014   | https://www.pseudocast.sk/pseudocast-143/                                                                                                  |
| 144   | Snubný prsteň, pitie vody, sex pred športom                                                           | 29.06.2014   | https://www.pseudocast.sk/pseudocast-144/                                                                                                  |
| 145   | tCDS, GMO komáre, pomalé svetlo                                                                       | 6.07.2014    | https://www.pseudocast.sk/pseudocast-145/                                                                                                  |
| 146   | Cubesat, falošná rovnováha v médiách                                                                  | 13.07.2014   | https://www.pseudocast.sk/pseudocast-146/                                                                                                  |
| 147   | Evolúcia lebky, veľkosť mozgu, bolesti a počasie                                                      | 20.07.2014   | https://www.pseudocast.sk/pseudocast-147/                                                                                                  |
| 148   | Facebook experiment, Curiosity, Steven Novella                                                        | 27.07.2014   | https://www.pseudocast.sk/pseudocast-148/                                                                                                  |
| 149   | Ovocie a zelenina, 10% mozgu                                                                          | 3.08.2014    | https://www.pseudocast.sk/pseudocast-149/                                                                                                  |
| 150   | Toxoplazmóza, ebola, morgellons syndróm                                                               | 10.08.2014   | https://www.pseudocast.sk/pseudocast-150/                                                                                                  |
| 151   | Tretie oko, študentské pokusy, hra na husle počas operácie                                            | 17.08.2014   | https://www.pseudocast.sk/pseudocast-151/                                                                                                  |
| 152   | Soľ, aplikácie na spánok, autizmus                                                                    | 24.08.2014   | https://www.pseudocast.sk/pseudocast-152/                                                                                                  |
| 153   | Myšie spomienky, detská žľaza zo skúmavky, pavúky                                                     | 31.08.2014   | https://www.pseudocast.sk/pseudocast-153/                                                                                                  |
| 154   | Kokosový olej, publikačný bias, naturopatia                                                           | 7.09.2014    | https://www.pseudocast.sk/pseudocast-154/                                                                                                  |
| 155   | Lak na nechty, polyfázický spánok, pokles násilia v dejinách                                          | 14.09.2014   | https://www.pseudocast.sk/pseudocast-155/                                                                                                  |
| 156   | Magické hubky, rozbíjanie skla hlasom, superzrak                                                      | 21.09.2014   | https://www.pseudocast.sk/pseudocast-156/                                                                                                  |
| 157   | Vojna šimpanzov                                                                                       | 28.09.2014   | https://www.pseudocast.sk/pseudocast-157/                                                                                                  |
| 158   | Homeopatické vakcíny, ebola, fotosyntéza                                                              | 5.10.2014    | https://www.pseudocast.sk/pseudocast-158/                                                                                                  |
| 159   | Lesné požiare, Coleyho vakcína, Rhodiola Rosea                                                        | 12.10.2014   | https://www.pseudocast.sk/pseudocast-159/                                                                                                  |
| 160   | Fotosyntéza paliva, ošetrovanie zlomenín na pohotovostiach, ako presvedčiť antivaxera                 | 19.10.2014   | https://www.pseudocast.sk/pseudocast-160/                                                                                                  |
| 161   | Nobelova cena, tréning mozgu, epigenetika                                                             | 26.10.2014   | https://www.pseudocast.sk/pseudocast-161/                                                                                                  |
| 162   | Homeopati proti ebole, je ekonómia veda, živé fosílie                                                 | 2.11.2014    | https://www.pseudocast.sk/pseudocast-162/                                                                                                  |
| 163   | FMRI, prenos eboly vzduchom, lepok (glutén)                                                           | 9.11.2014    | https://www.pseudocast.sk/pseudocast-163/                                                                                                  |
| 164   | Mesačná tektonika, arachnofóbia, pocit cudzej prítomnosti, solárna cyklocesta                         | 16.11.2014   | https://www.pseudocast.sk/pseudocast-164/                                                                                                  |
| 165   | GMO v Európe, organické molekuly na kométe                                                            | 23.11.2014   | https://www.pseudocast.sk/pseudocast-165/                                                                                                  |
| 166   | Leukémia, crossfit, biopalivá                                                                         | 30.11.2014   | https://www.pseudocast.sk/pseudocast-166/                                                                                                  |
| 167   | Greenpeace, chudnutie, Michael Shermer                                                                | 7.12.2014    | https://www.pseudocast.sk/pseudocast-167/                                                                                                  |
| 168   | Vampíri, urýchľovač, pesticídy                                                                        | 14.12.2014   | https://www.pseudocast.sk/pseudocast-168/                                                                                                  |
| 169   | Spev, kométy                                                                                          | 21.12.2014   | https://www.pseudocast.sk/pseudocast-169/                                                                                                  |
| 170   | Rastliny, život vo vesmíre                                                                            | 28.12.2014   | https://www.pseudocast.sk/pseudocast-170/                                                                                                  |
| 171   | Metán na Marse, amalgámové plomby, lotéria                                                            | 4.01.2015    | https://www.pseudocast.sk/pseudocast-171/                                                                                                  |
| 172   | Rok 2015, syntéza proteínov, antibiotiká                                                              | 11.01.2015   | https://www.pseudocast.sk/pseudocast-172/                                                                                                  |
| 173   | Rife terapia, spaľovanie výkalov, falošné spomienky                                                   | 18.01.2015   | https://www.pseudocast.sk/pseudocast-173/                                                                                                  |
| 174   | Mikromotory, rýchlosť svetla, osýpky v Disneylande                                                    | 25.01.2015   | https://www.pseudocast.sk/pseudocast-174/                                                                                                  |
| 175   | Urinoterapia, Veľkonočné ostrovy, planetárne systémy                                                  | 1.02.2015    | https://www.pseudocast.sk/pseudocast-175/                                                                                                  |
| 176   | Traja rodičia, chiropraxia, evolúcia u baktérií                                                       | 8.02.2015    | https://www.pseudocast.sk/pseudocast-176/                                                                                                  |
| 177   | Transplantácia stolice, šiesta chuť                                                                   | 15.02.2015   | https://www.pseudocast.sk/pseudocast-177/                                                                                                  |
| 178   | Bylinkové doplnky výživy, hudba a koncentrácia, prelet hviezdy Slnečnou sústavou                      | 22.02.2015   | https://www.pseudocast.sk/pseudocast-178/                                                                                                  |
| 179   | Les za 10 rokov, knockout, biomining                                                                  | 1.03.2015    | https://www.pseudocast.sk/pseudocast-179/                                                                                                  |
| 180   | Alergia na arašidy, najmenšie organizmy, Gersonova terapia                                            | 8.03.2015    | https://www.pseudocast.sk/pseudocast-180/                                                                                                  |
| 181   | PET fľaše, pôvod AIDS, arzén                                                                          | 15.03.2015   | https://www.pseudocast.sk/pseudocast-181/                                                                                                  |
| 182   | Alzheimer a ultrazvuk, Vani Hari aka Food Babe, osýpky                                                | 22.03.2015   | https://www.pseudocast.sk/pseudocast-182/                                                                                                  |
| 183   | Mars One, nezbedný Jupiter, chronická lymfská borelióza                                               | 29.03.2015   | https://www.pseudocast.sk/pseudocast-183/                                                                                                  |
| 184   | Stiahnuté štúdie, mamut cez kopirák, zelenšia Zem                                                     | 5.04.2015    | https://www.pseudocast.sk/pseudocast-184/                                                                                                  |
| 185   | Pluto, 3D tlač, rádiové záblesky                                                                      | 12.04.2015   | https://www.pseudocast.sk/pseudocast-185/                                                                                                  |
| 186   | Transplantácia hlavy, hľadanie mimozemšťanov, vakcína proti otrave z jedla                            | 19.04.2015   | https://www.pseudocast.sk/pseudocast-186/                                                                                                  |
| 187   | Reinkarnácia, fotosyntéza                                                                             | 26.04.2015   | https://www.pseudocast.sk/pseudocast-187/                                                                                                  |
| 188   | Gravitačná konštanta, CSI efekt, modifikované ľudské embryo                                           | 3.05.2015    | https://www.pseudocast.sk/pseudocast-188/                                                                                                  |
| 189   | Krvné skupiny, Tesla baterka, modré svetlo                                                            | 10.05.2015   | https://www.pseudocast.sk/pseudocast-189/                                                                                                  |
| 190   | Facebook, test aplikácie What’s Up?                                                                   | 17.05.2015   | https://www.pseudocast.sk/pseudocast-190/                                                                                                  |
| 191   | Himálaje, experimentálne lieky, morfín zo skúmavky                                                    | 24.05.2015   | https://www.pseudocast.sk/pseudocast-191/                                                                                                  |
| 192   | Ebola, John Forbes Nash, nulová gravitácia                                                            | 31.05.2015   | https://www.pseudocast.sk/pseudocast-192/                                                                                                  |
| 193   | Insomnia, homosexualita, antiobiotiká v chove                                                         | 7.06.2015    | https://www.pseudocast.sk/pseudocast-193/                                                                                                  |
| 194   | Záškrt, čistenie oceánov                                                                              | 14.06.2015   | https://www.pseudocast.sk/pseudocast-194/                                                                                                  |
| 195   | Reprodukovateľnosť štúdií, opaľovacie krémy                                                           | 21.06.2015   | https://www.pseudocast.sk/pseudocast-195/                                                                                                  |
| 196   | Soľ a obezita, Maria Merian, dátum narodenia, superhrdinky                                            | 28.06.2015   | https://www.pseudocast.sk/pseudocast-196/                                                                                                  |
| 197   | Pekní ľudia, BARF, WiFi nabíjanie                                                                     | 5.07.2015    | https://www.pseudocast.sk/pseudocast-197/                                                                                                  |
| 198   | Utečenecké právo, GM pšenica                                                                          | 12.07.2015   | https://www.pseudocast.sk/pseudocast-198/                                                                                                  |
| 199   | Slnečná aktivita, vedec falšoval výsledky                                                             | 19.07.2015   | https://www.pseudocast.sk/pseudocast-199/                                                                                                  |
| 200   | Modré oči, Clyde Tombaugh, ekonomický dopad GMO, nezničiteľný vírus                                   | 26.07.2015   | https://www.pseudocast.sk/pseudocast-200/                                                                                                  |
| 201   | Placebo, reklamy na kozmetiku                                                                         | 2.08.2015    | https://www.pseudocast.sk/pseudocast-201/                                                                                                  |
| 202   | Ako presvedčiť antivaxera, voľné radikály, vakcína proti ebole                                        | 9.08.2015    | https://www.pseudocast.sk/pseudocast-202/                                                                                                  |
| 203   | Modrá farba, kňazi v Keni proti vakcíne proti obrne, vesmírny šalát                                   | 16.08.2015   | https://www.pseudocast.sk/pseudocast-203/                                                                                                  |
| 204   | Simpsons paradox, Marie Cure, Fermi paradox, RNA v spreji                                             | 23.08.2015   | https://www.pseudocast.sk/pseudocast-204/                                                                                                  |
| 205   | Ďalšie stiahnuté štúdie, vymieranie a evolúcia                                                        | 30.08.2015   | https://www.pseudocast.sk/pseudocast-205/                                                                                                  |
| 206   | Wifi, vakcína proti chrípke, zákony a strava                                                          | 6.09.2015    | https://www.pseudocast.sk/pseudocast-206/                                                                                                  |
| 207   | Replikácia štúdií, zdrogovaní naturopati, anestéziou proti chrípke                                    | 13.09.2015   | https://www.pseudocast.sk/pseudocast-207/                                                                                                  |
| 208   | Carl Sagan, noví praľudia, nová fyzika                                                                | 20.09.2015   | https://www.pseudocast.sk/pseudocast-208/                                                                                                  |
| 209   | Štípance komárov, banka posledného súdu                                                               | 27.09.2015   | https://www.pseudocast.sk/pseudocast-209/                                                                                                  |
| 210   | Ryža na Slovensku, nevýbušný benzín, voda na Marse                                                    | 4.10.2015    | https://www.pseudocast.sk/pseudocast-210/                                                                                                  |
| 211   | Antivaxeri a ich štúdia, Nobelova cena za medicínu, metalické sklo                                    | 11.10.2015   | https://www.pseudocast.sk/pseudocast-211/                                                                                                  |
| 212   | Exoplanéty červených trpaslíkov, Nicolas Appert, Černobyľská pustatina, Aspirin                       | 18.10.2015   | https://www.pseudocast.sk/pseudocast-212/                                                                                                  |
| 213   | Vznik života, otrava vitamínom A, Dysonova sféra                                                      | 25.10.2015   | https://www.pseudocast.sk/pseudocast-213/                                                                                                  |
| 214   | Aká rýchla je evolúcia, koľko spali naši predkovia                                                    | 1.11.2015    | https://www.pseudocast.sk/pseudocast-214/                                                                                                  |
| 215   | Fúzny reaktor, červené mäso, kilogram                                                                 | 8.11.2015    | https://www.pseudocast.sk/pseudocast-215/                                                                                                  |
| 216   | Ženská ejakulácia, Niels Bohr, čierny kašeľ, cukor                                                    | 15.11.2015   | https://www.pseudocast.sk/pseudocast-216/                                                                                                  |
| 217   | Jadrové elektrárne, tradičná čínska medicína, ilúzia nadradenosti                                     | 22.11.2015   | https://www.pseudocast.sk/pseudocast-217/                                                                                                  |
| 218   | GMO losos, antibiotická éra, Li-Fi                                                                    | 29.11.2015   | https://www.pseudocast.sk/pseudocast-218/                                                                                                  |
| 219   | Antivax, ruské lietadlo, e-cigarety, nová forma uhlíka                                                | 6.12.2015    | https://www.pseudocast.sk/pseudocast-219/                                                                                                  |
| 220   | Zubný kaz, použitie placeba v medicíne                                                                | 13.12.2015   | https://www.pseudocast.sk/pseudocast-220/                                                                                                  |
| 221   | W7X update, Deepak Chopra, vegetariánstvo, čiapka Shield                                              | 20.12.2015   | https://www.pseudocast.sk/pseudocast-221/                                                                                                  |
| 222   | Anti-GMO terorizmus, úspech SpaceX                                                                    | 27.12.2015   | https://www.pseudocast.sk/pseudocast-222/                                                                                                  |
| 223   | CRISPR, hustota kostí vo vesmíre, bylinkové liečivá TČM                                               | 3.01.2016    | https://www.pseudocast.sk/pseudocast-223/                                                                                                  |
| 224   | Medicínska marihuana, Wernher von Braun, nové prvky, sušenie rúk                                      | 10.01.2016   | https://www.pseudocast.sk/pseudocast-224/                                                                                                  |
| 225   | Gravitácia a gravitačné vlny                                                                          | 17.01.2016   | https://www.pseudocast.sk/pseudocast-225/                                                                                                  |
| 226   | Elektromobily, nová planéta, projekt Izabela                                                          | 24.01.2016   | https://www.pseudocast.sk/pseudocast-226/                                                                                                  |
| 227   | Globálne otepľovanie, podvody v anti-GMO štúdiach                                                     | 31.01.2016   | https://www.pseudocast.sk/pseudocast-227/                                                                                                  |
| 228   | Antiperspiranty, Charles Darwin, hra Go, naša planéta                                                 | 7.02.2016    | https://www.pseudocast.sk/pseudocast-228/                                                                                                  |
| 229   | Banány, vodíková plazma, super Flaška                                                                 | 14.02.2016   | https://www.pseudocast.sk/pseudocast-229/                                                                                                  |
| 230   | Vírus Zika, pošta od Slobodného vysielača                                                             | 21.02.2016   | https://www.pseudocast.sk/pseudocast-230/                                                                                                  |
| 231   | Gravitačné vlny, počítačom generované obrázky                                                         | 28.02.2016   | https://www.pseudocast.sk/pseudocast-231/                                                                                                  |
| 232   | Kmeňové bunky, post-ebola syndróm                                                                     | 6.03.2016    | https://www.pseudocast.sk/pseudocast-232/                                                                                                  |
| 233   | 3D tlač orgánov, marťanská agrikultúra                                                                | 13.03.2016   | https://www.pseudocast.sk/pseudocast-233/                                                                                                  |
| 234   | Opičie náboženstvo, Lazzaro Spallanzani, Hyperloop, AlphaGo                                           | 20.03.2016   | https://www.pseudocast.sk/pseudocast-234/                                                                                                  |
| 235   | Cigarety, baktérie v mikrogravitácii                                                                  | 27.03.2016   | https://www.pseudocast.sk/pseudocast-235/                                                                                                  |
| 236   | Alergia, Triton                                                                                       | 3.04.2016    | https://www.pseudocast.sk/pseudocast-236/                                                                                                  |
| 237   | Najjednoduchšia baktéria, ľudská reakcia na roboty                                                    | 10.04.2016   | https://www.pseudocast.sk/pseudocast-237/                                                                                                  |
| 238   | Let ku hviezdam, nafukovacie vesmírne stanice                                                         | 17.04.2016   | https://www.pseudocast.sk/pseudocast-238/                                                                                                  |
| 239   | Studená fúzia, sušič na ruky                                                                          | 24.04.2016   | https://www.pseudocast.sk/pseudocast-239/                                                                                                  |
| 240   | Norman Borlaug, voda z vodovodu, terapia včelím jedom                                                 | 1.05.2016    | https://www.pseudocast.sk/pseudocast-240/                                                                                                  |
| 241   | Biohacking, mozgová smrť                                                                              | 8.05.2016    | https://www.pseudocast.sk/pseudocast-241/                                                                                                  |
| 242   | Dysonova sféra, GMO paradajka, história skepticizmu I.                                                | 15.05.2016   | https://www.pseudocast.sk/pseudocast-242/                                                                                                  |
| 243   | Objímanie psov, nervový bypas, efektívnejší solárny panel                                             | 22.05.2016   | https://www.pseudocast.sk/pseudocast-243/                                                                                                  |
| 244   | Nová prírodná sila, marihuana a šoférovanie, Exxon Mobile                                             | 29.05.2016   | https://www.pseudocast.sk/pseudocast-244/                                                                                                  |
| 245   | Libetov experiment, Clair Patterson, značenie potravín, čierne diery                                  | 5.06.2016    | https://www.pseudocast.sk/pseudocast-245/                                                                                                  |
| 246   | Šungitová voda, BEAM, špinavé svetlo                                                                  | 12.06.2016   | https://www.pseudocast.sk/pseudocast-246/                                                                                                  |
| 247   | Kvantový počítač Google, mobily a rakovina mozgu, reklamná kampaň komory homeopatov                   | 19.06.2016   | https://www.pseudocast.sk/pseudocast-247/                                                                                                  |
| 248   | Bezpečnosť kreditiek, Richard Dawkins, mobily a rakovina mozgu II.                                    | 26.06.2016   | https://www.pseudocast.sk/pseudocast-248/                                                                                                  |
| 249   | Autonómne autá, Lisa Pathfinder, slovenskí homeopati                                                  | 3.07.2016    | https://www.pseudocast.sk/pseudocast-249/                                                                                                  |
| 250   | Peniaze a charakter, sonda Juno                                                                       | 10.07.2016   | https://www.pseudocast.sk/pseudocast-250/                                                                                                  |
| 251   | Laureáti Nobelovej ceny proti Greenpeace, primordálne čierne diery, nový raketový motor               | 17.07.2016   | https://www.pseudocast.sk/pseudocast-251/                                                                                                  |
| 252   | Jocelyn Bell Burnell, vitamíny u tehotných, myšia emancipácia                                         | 24.07.2016   | https://www.pseudocast.sk/pseudocast-252/                                                                                                  |
| 253   | Libetov experiment II., zužitkovanie CO2                                                              | 31.07.2016   | https://www.pseudocast.sk/pseudocast-253/                                                                                                  |
| 254   | Antivax hnutie v Austrálii, neuroveda a trestné právo                                                 | 7.08.2016    | https://www.pseudocast.sk/pseudocast-254/                                                                                                  |
| 255   | Lekárske pochybenie, Ice Bucket Challenge                                                             | 14.08.2016   | https://www.pseudocast.sk/pseudocast-255/                                                                                                  |
| 256   | Van Allenove pásy, osobnosť                                                                           | 21.08.2016   | https://www.pseudocast.sk/pseudocast-256/                                                                                                  |
| 257   | Kolaps včelstva, v čo veria v USA                                                                     | 28.08.2016   | https://www.pseudocast.sk/pseudocast-257/                                                                                                  |
| 258   | Centrum alternatívnej medicíny, zubná niť                                                             | 4.09.2016    | https://www.pseudocast.sk/pseudocast-258/                                                                                                  |
| 259   | Bankovanie, high resolution audio, EM drive                                                           | 11.09.2016   | https://www.pseudocast.sk/pseudocast-259/                                                                                                  |
| 260   | Galaxia z temnej hmoty, Sam Harris                                                                    | 18.09.2016   | https://www.pseudocast.sk/pseudocast-260/                                                                                                  |
| 261   | Slobodná vôľa, podvod s tukom                                                                         | 25.09.2016   | https://www.pseudocast.sk/pseudocast-261/                                                                                                  |
| 262   | Pomalky, 5-sekundové pravidlo                                                                         | 2.10.2016    | https://www.pseudocast.sk/pseudocast-262/                                                                                                  |
| 263   | Vanilka, solárna elektráreň                                                                           | 9.10.2016    | https://www.pseudocast.sk/pseudocast-263/                                                                                                  |
| 264   | James Clerk Maxwell, alkohol, nová farma                                                              | 16.10.2016   | https://www.pseudocast.sk/pseudocast-264/                                                                                                  |
| 265   | Nebezpečenstvá chilli, kalórie v alkohole                                                             | 23.10.2016   | https://www.pseudocast.sk/pseudocast-265/                                                                                                  |
| 266   | Liek proti ebole ZMapp, GM chlapec                                                                    | 30.10.2016   | https://www.pseudocast.sk/pseudocast-266/                                                                                                  |
| 267   | Reddit sa mýlil, asteroidová hliadka, vakcína proti nádche                                            | 6.11.2016    | https://www.pseudocast.sk/pseudocast-267/                                                                                                  |
| 268   | Telemedicína, evolúcia ľudí                                                                           | 13.11.2016   | https://www.pseudocast.sk/pseudocast-268/                                                                                                  |
| 269   | Vera Rubin, CRISPR použitý na človeku, robot na fajčenie                                              | 20.11.2016   | https://www.pseudocast.sk/pseudocast-269/                                                                                                  |
| 270   | EM drive, vplyv výrazu tváre na náladu, spánok vs. štúdium                                            | 27.11.2016   | https://www.pseudocast.sk/pseudocast-270/                                                                                                  |
| 271   | Vesmírna toaleta, pilulka s dvojtýždňovým uvoľnovaním účinnej látky                                   | 4.12.2016    | https://www.pseudocast.sk/pseudocast-271/                                                                                                  |
| 272   | Konstantin Tsiolkovsky, dinosaurie pierka, Wendelstein 7-X                                            | 11.12.2016   | https://www.pseudocast.sk/pseudocast-272/                                                                                                  |
| 273   | Štatistiky, Fukushima, Veľký bariérový útes                                                           | 18.12.2016   | https://www.pseudocast.sk/pseudocast-273/                                                                                                  |
| 274   | Autonómny nákladiak Otto, Dysonova sféra nepravdepodobná                                              | 25.12.2016   | https://www.pseudocast.sk/pseudocast-274/                                                                                                  |
| 275   | Vydavateľ vedeckých časopisov Elsevier, vakcína proti ebole                                           | 1.01.2017    | https://www.pseudocast.sk/pseudocast-275/                                                                                                  |
| 276   | Stávky z 2016, kryogenické batérie, nový ľudský orgán                                                 | 8.01.2017    | https://www.pseudocast.sk/pseudocast-276/                                                                                                  |
| 277   | Elsevier, Rosa Smith Eiganmann, citrusy a osteoporóza, Facebook fake news initiative                  | 15.01.2017   | https://www.pseudocast.sk/pseudocast-277/                                                                                                  |
| 278   | Bludy Dr. Lukeša, Big Data                                                                            | 22.01.2017   | https://www.pseudocast.sk/pseudocast-278/                                                                                                  |
| 279   | Cenzúra vedy, nový druh očkovania                                                                     | 29.01.2017   | https://www.pseudocast.sk/pseudocast-279/                                                                                                  |
| 280   | Fake news, nové antibiotiká, destilovaná voda                                                         | 5.02.2017    | https://www.pseudocast.sk/pseudocast-280/                                                                                                  |
| 281   | Galileo Galilei, počítače skoro ovládli aj poker, časový kryštál                                      | 12.02.2017   | https://www.pseudocast.sk/pseudocast-281/                                                                                                  |
| 282   | GM pšenica, pilulka monitorujúca zdravie                                                              | 19.02.2017   | https://www.pseudocast.sk/pseudocast-282/                                                                                                  |
| 283   | Odolnejšia elektronika, novo objavené exoplanéty                                                      | 26.02.2017   | https://www.pseudocast.sk/pseudocast-283/                                                                                                  |
| 284   | Edzard Ernst, mesačné šialenstvo                                                                      | 5.03.2017    | https://www.pseudocast.sk/pseudocast-284/                                                                                                  |
| 285   | Osýpky v Rumunsku, WikiLeaks Vault 7                                                                  | 12.03.2017   | https://www.pseudocast.sk/pseudocast-285/                                                                                                  |
| 286   | Bojové plyny, táranie o Slovensku                                                                     | 19.03.2017   | https://www.pseudocast.sk/pseudocast-286/                                                                                                  |
| 287   | Pľúca a krv, paskalizácia                                                                             | 26.03.2017   | https://www.pseudocast.sk/pseudocast-287/                                                                                                  |
| 288   | Predstavenie osobnosti, Aztékovia a salmonela, umelá krv                                              | 2.04.2017    | https://www.pseudocast.sk/pseudocast-288/                                                                                                  |
| 289   | Prerušovaný pôst, pitie alkoholu počas tehotenstva                                                    | 9.04.2017    | https://www.pseudocast.sk/pseudocast-289/                                                                                                  |
| 290   | Nukleárny odpad, láska a IQ                                                                           | 16.04.2017   | https://www.pseudocast.sk/pseudocast-290/                                                                                                  |
| 291   | Obnova mladou krvou, sfarbenie jašteríc                                                               | 23.04.2017   | https://www.pseudocast.sk/pseudocast-291/                                                                                                  |
| 292   | Michael Faraday, synchronizácia menštruácie, homeopatia zabíjala                                      | 30.04.2017   | https://www.pseudocast.sk/pseudocast-292/                                                                                                  |
| 293   | EM drive, vedomosti slovenských stredoškolákov                                                        | 7.05.2017    | https://www.pseudocast.sk/pseudocast-293/                                                                                                  |
| 294   | Ransomware WannaCry, husle stradivárky, mimozemšťania medzi nami                                      | 14.05.2017   | https://www.pseudocast.sk/pseudocast-294/                                                                                                  |
| 295   | Michael Shermer, glutén free diéta, neplodnosť myší                                                   | 21.05.2017   | https://www.pseudocast.sk/pseudocast-295/                                                                                                  |
| 296   | Vitamíny a železný nôž, prečo veria akademici hoaxom                                                  | 28.05.2017   | https://www.pseudocast.sk/pseudocast-296/                                                                                                  |
| 297   | Dingovia a austrálsky ekosystém, v oceáne chýba plast                                                 | 4.06.2017    | https://www.pseudocast.sk/pseudocast-297/                                                                                                  |
| 298   | Plešatosť, nároky organického farmárstva na pôdu                                                      | 11.06.2017   | https://www.pseudocast.sk/pseudocast-298/                                                                                                  |
| 299   | Ryby používajú nástroje, naklonené borovice, gravity blanket, oživovanie mŕtvych                      | 18.06.2017   | https://www.pseudocast.sk/pseudocast-299/                                                                                                  |
| 300   | Automatizácia a pracovný trh, európske súdy nahrávajú antivaxerom                                     | 25.06.2017   | https://www.pseudocast.sk/pseudocast-300/                                                                                                  |
| 301   | Guion Bluford, biolampy, replikácie štúdie Daryla Bema o prekognícii                                  | 2.07.2017    | https://www.pseudocast.sk/pseudocast-301/                                                                                                  |
| 302   | Nové lepidlo pre mäkkú robotiku, NASA vyvracia bludy na internete                                     | 9.07.2017    | https://www.pseudocast.sk/pseudocast-302/                                                                                                  |
| 303   | Ako znížiť svoje CO2 emisie, fruktóza                                                                 | 16.07.2017   | https://www.pseudocast.sk/pseudocast-303/                                                                                                  |
| 304   | Eva Ekeblad, spánková hygiena, Matica slovenská, sloboda slova                                        | 23.07.2017   | https://www.pseudocast.sk/pseudocast-304/                                                                                                  |
| 305   | Umelé sladidlá, zlé správy pre šarlatánov, varenie s alobalom a Alzheimerova choroba                  | 30.07.2017   | https://www.pseudocast.sk/pseudocast-305/                                                                                                  |
| 306   | AI si vymyslelo vlastnú reč, možná vakcína proti cukrovke, simulovaná realita                         | 6.08.2017    | https://www.pseudocast.sk/pseudocast-306/                                                                                                  |
| 307   | Právo na experimentálnu liečbu, doba exspirácie liekov                                                | 13.08.2017   | https://www.pseudocast.sk/pseudocast-307/                                                                                                  |
| 308   | Umelá inteligencia, regulovanie nikotínu v cigaretách                                                 | 20.08.2017   | https://www.pseudocast.sk/pseudocast-308/                                                                                                  |
| 309   | Carolyn Porco, rok 12017, svetelný smog a opeľovanie                                                  | 27.08.2017   | https://www.pseudocast.sk/pseudocast-309/                                                                                                  |
| 310   | Tieňové Facebook profily, slovenské školstvo                                                          | 3.09.2017    | https://www.pseudocast.sk/pseudocast-310/                                                                                                  |
| 311   | Nové exoplanéty, etická smernica pre robotické autá, umelá hmota v pitnej vode                        | 10.09.2017   | https://www.pseudocast.sk/pseudocast-311/                                                                                                  |
| 312   | Karl Popper, dopad alternatívnej medicíny na onkologických pacientov, CRISPR kit do každej domácnosti | 17.09.2017   | https://www.pseudocast.sk/pseudocast-312-karl-popper-dopad-alternativnej-mediciny-na-onkologickych-pacientov-crispr-kit-kazdej-domacnosti/ |
| 313   | CRISPR kit update, temná energia, biodynamické poľnohospodárstvo                                      | 24.09.2017   | https://www.pseudocast.sk/pseudocast-313/                                                                                                  |
| 314   | Nadzvukové lietadlá, veda a výchova detí                                                              | 1.10.2017    | https://www.pseudocast.sk/pseudocast-314/                                                                                                  |
| 315   | Komentáre k minulej časti, kvantová kryptografia, vakcína proti chrípke v tehotenstve, Elon Musk      | 8.10.2017    | https://www.pseudocast.sk/pseudocast-315/                                                                                                  |
| 316   | Krátke správy, génová terapia proti slepote, nafukovací modul Bigelow, plochá Zem                     | 15.10.2017   | https://www.pseudocast.sk/pseudocast-316/                                                                                                  |
| 317   | Krátke správy, Ignác Semmelweis, rybolov                                                              | 22.10.2017   | https://www.pseudocast.sk/pseudocast-317/                                                                                                  |
| 318   | Wellness bloggerka Belle Gibson dostala pokutu, AlphaGo Zero                                          | 29.10.2017   | https://www.pseudocast.sk/pseudocast-318/                                                                                                  |
| 319   | Slanovodná ryža, antivaxeri klamali v štúdii, umelá inteligencia, opilci za volantom                  | 5.11.2017    | https://www.pseudocast.sk/pseudocast-319/                                                                                                  |
| 320   | Slovenská nemocnica, Mikuláš Kopernik, gravitácia                                                     | 12.11.2017   | https://www.pseudocast.sk/pseudocast-320/                                                                                                  |
| 321   | Strunová teória, autonómne taxi                                                                       | 19.11.2017   | https://www.pseudocast.sk/pseudocast-321/                                                                                                  |
| 322   | Prázdny priestor v pyramíde, kvarková fúzia                                                           | 26.11.2017   | https://www.pseudocast.sk/pseudocast-322/                                                                                                  |
| 323   | Kuba                                                                                                  | 3.12.2017    | https://www.pseudocast.sk/pseudocast-323/                                                                                                  |
| 324   | AlphaGo a umelá inteligencia                                                                          | 10.12.2017   | https://www.pseudocast.sk/pseudocast-324/                                                                                                  |
| 325   | Elizabeth Stern, biologické lepidlo, Nobelove ceny                                                    | 17.12.2017   | https://www.pseudocast.sk/pseudocast-325/                                                                                                  |
| 326   | Posvätená posypová soľ, demonetizácia na YouTube, vianočná Fakt a fikcia                              | 24.12.2017   | https://www.pseudocast.sk/pseudocast-326/                                                                                                  |
| 327   | Marika sa detoxikuje, ortuť v Arktíde                                                                 | 31.12.2017   | https://www.pseudocast.sk/pseudocast-327/                                                                                                  |
| 328   | Meltdown, raw voda                                                                                    | 7.01.2018    | https://www.pseudocast.sk/pseudocast-328/                                                                                                  |
| 329   | Ling Fluent, globálne otepľovanie                                                                     | 14.01.2018   | https://www.pseudocast.sk/pseudocast-329/                                                                                                  |
| 330   | Falcon heavy, liečba cukrovky, alternatívne správy                                                    | 21.01.2018   | https://www.pseudocast.sk/pseudocast-330/                                                                                                  |
| 331   | Efekt kriminálok na zločincov, Lunar X prize                                                          | 27.01.2018   | https://www.pseudocast.sk/pseudocast-331/                                                                                                  |
| 332   | Zubné plomby                                                                                          | 4.02.2018    | https://www.pseudocast.sk/pseudocast-332/                                                                                                  |
| 333   | Štart Falcon Heavy, elektrické zubné kefky, smart domácnosť                                           | 11.02.2018   | https://www.pseudocast.sk/pseudocast-333/                                                                                                  |
| 334   | Science friction, alternatívna medicína v Indii, ekonomický ústav SAV                                 | 18.02.2018   | https://www.pseudocast.sk/pseudocast-334/                                                                                                  |
| 335   | Streľba na Floride, príbeh Mari Lopez, GMO kukurica                                                   | 25.02.2018   | https://www.pseudocast.sk/pseudocast-335/                                                                                                  |
| 336   | Neurónové siete, ťaženie kryptomien, Black Panther                                                    | 4.03.2018    | https://www.pseudocast.sk/pseudocast-336/                                                                                                  |
| 337   | Krátke správy                                                                                         | 11.03.2018   | https://www.pseudocast.sk/pseudocast-337/                                                                                                  |
| 338   | Ako rýchlo sa šíria fake news                                                                         | 18.03.2018   | https://www.pseudocast.sk/pseudocast-338/                                                                                                  |
| 339   | Cambridge Analytica, korekcia názoru                                                                  | 25.03.2018   | https://www.pseudocast.sk/pseudocast-339/                                                                                                  |
| 340   | James Webb Space Telescope, autonómne Uber auto zrazilo človeka                                       | 1.04.2018    | https://www.pseudocast.sk/pseudocast-340/                                                                                                  |
| 341   | Fakt a fikcia, Tiangong 1                                                                             | 8.04.2018    | https://www.pseudocast.sk/pseudocast-341/                                                                                                  |
| 342   | Úroveň zaočkovanosti slovenských detí, ľudské bunky rastú v skúmavke                                  | 15.04.2018   | https://www.pseudocast.sk/pseudocast-342/                                                                                                  |
| 343   | Akupunktúra včelami, alergia                                                                          | 21.04.2018   | https://www.pseudocast.sk/pseudocast-343/                                                                                                  |
| 344   | Buzz Aldrin a mimozemšťania, brethariáni                                                              | 29.04.2018   | https://www.pseudocast.sk/pseudocast-344/                                                                                                  |
| 345   | Internet, veľká metaštúdia o alkohole                                                                 | 6.05.2018    | https://www.pseudocast.sk/pseudocast-345/                                                                                                  |
| 346   | Zážitky z Černobyľu, americká výživa, KRUSTY                                                          | 13.05.2018   | https://www.pseudocast.sk/pseudocast-346/                                                                                                  |
| 347   | Stereotypy, AI na rozpoznávanie tvárí                                                                 | 20.05.2018   | https://www.pseudocast.sk/pseudocast-347/                                                                                                  |
| 348   | Martir v USA, EM-Drive, nový projekt Elona Muska                                                      | 27.05.2018   | https://www.pseudocast.sk/pseudocast-348/                                                                                                  |
| 349   | Vedecké znalosti verejnosti                                                                           | 4.06.2018    | https://www.pseudocast.sk/pseudocast-349/                                                                                                  |
| 350   | Freóny, homeopatická hudba                                                                            | 10.06.2018   | https://www.pseudocast.sk/pseudocast-350-freony-homeopaticka-hudba/                                                                        |
| 351   | Zdravšie údenie, premýšľanie v cudzej reči, zjedená baterka                                           | 17.06.2018   | https://www.pseudocast.sk/pseudocast-351/                                                                                                  |
| 352   | T-Rex, zdravie Slovákov                                                                               | 24.06.2018   | https://www.pseudocast.sk/pseudocast-352/                                                                                                  |
| 353   | AI hrá DotA 2, vesmírny odpad                                                                         | 1.07.2018    | https://www.pseudocast.sk/pseudocast-353/                                                                                                  |
| 354   | Cassini a Enceladus                                                                                   | 8.07.2018    | https://www.pseudocast.sk/pseudocast-354/                                                                                                  |
| 355   | Umelá maternica, osýpky na východe                                                                    | 15.07.2018   | https://www.pseudocast.sk/pseudocast-355/                                                                                                  |
| 356   | Freóny update, liek na alkoholizmus                                                                   | 22.07.2018   | https://www.pseudocast.sk/pseudocast-356/                                                                                                  |
| 357   | Regulácie GMO, družica TESS, open office                                                              | 29.07.2018   | https://www.pseudocast.sk/pseudocast-357/                                                                                                  |
| 358   | Voda na Marse, alkohol a demencia                                                                     | 5.08.2018    | https://www.pseudocast.sk/pseudocast-358/                                                                                                  |
| 359   | Kravy, detektor lži, turínske plátno                                                                  | 12.08.2018   | https://www.pseudocast.sk/pseudocast-359/                                                                                                  |
| 360   | Alex Jones, sonda Parker                                                                              | 19.08.2018   | https://www.pseudocast.sk/pseudocast-360/                                                                                                  |
| 361   | Auto, využitie ornej pôdy, Dunnin-Kruger efekt, vakcíny a autizmus                                    | 26.08.2018   | https://www.pseudocast.sk/pseudocast-361/                                                                                                  |
| 362   | OpenAI hrá DotA2, nanomodemy pod vodou, diera v ISS                                                   | 2.09.2018    | https://www.pseudocast.sk/pseudocast-362/                                                                                                  |
| 363   | Diera v ISS, vylepšená fotosyntéza, požiar v brazílskom múzeu                                         | 9.09.2018    | https://www.pseudocast.sk/pseudocast-363/                                                                                                  |
| 364   | Diera v ISS, Annihilation, šoférovanie                                                                | 16.09.2018   | https://www.pseudocast.sk/pseudocast-364/                                                                                                  |
| 365   | Zmena času, čistenie oceánov                                                                          | 23.09.2018   | https://www.pseudocast.sk/pseudocast-365/                                                                                                  |
| 366   | Hayabusa 2, čo žerú živočíchy na dne oceánov                                                          | 30.09.2018   | https://www.pseudocast.sk/pseudocast-366/                                                                                                  |
| 367   | Vitamín D                                                                                             | 7.10.2018    | https://www.pseudocast.sk/pseudocast-367/                                                                                                  |
| 368   | jOin3rov karambol, správa IPCC o globálnom otepľovaní                                                 | 14.10.2018   | https://www.pseudocast.sk/pseudocast-368/                                                                                                  |
| 369   | Wikipedia, vitamín D, očkovanie proti chrípke                                                         | 21.10.2018   | https://www.pseudocast.sk/pseudocast-369/                                                                                                  |
| 370   | Esports, Hubble a Kepler, poverčivosť                                                                 | 28.10.2018   | https://www.pseudocast.sk/pseudocast-370/                                                                                                  |
| 371   | Staré knihy, homeopatia, doplnky výživy                                                               | 4.11.2018    | https://www.pseudocast.sk/pseudocast-371/                                                                                                  |
| 372   | The Andromeda Strain, ochrana koralových útesov                                                       | 11.11.2018   | https://www.pseudocast.sk/pseudocast-372/                                                                                                  |
| 373   | Kepler, detektor lži na hraniciach, ako poradiť                                                       | 18.11.2018   | https://www.pseudocast.sk/pseudocast-373/                                                                                                  |
| 374   | Doplnky výživy, krátkozrakosť                                                                         | 25.11.2018   | https://www.pseudocast.sk/pseudocast-374/                                                                                                  |
| 375   | Geneticky upravené deti v Číne, InSight pristál                                                       | 2.12.2018    | https://www.pseudocast.sk/pseudocast-375/                                                                                                  |
| 376   | Google Deepmind, tejpovacia (kineziologická) páska                                                    | 9.12.2018    | https://www.pseudocast.sk/pseudocast-376/                                                                                                  |
| 377   | Voyager 2, kanvička na výplach nosu                                                                   | 16.12.2018   | https://www.pseudocast.sk/pseudocast-377/                                                                                                  |
| 378   | Vianočný stromček, komerční astronauti, kozmetika                                                     | 23.12.2018   | https://www.pseudocast.sk/pseudocast-378/                                                                                                  |
| 379   | Stromček gate, detox sójovou omáčkou                                                                  | 30.12.2018   | https://www.pseudocast.sk/pseudocast-379/                                                                                                  |
| 380   | Screening, superkonduktivita                                                                          | 06.01.2019   | https://www.pseudocast.sk/pseudocast-380/                                                                                                  |
| 381   | New Horizons, Gravity                                                                                 | 13.01.2019   | https://www.pseudocast.sk/pseudocast-381/                                                                                                  |